# Tori Spelling
Tori Spelling, właściwie Victoria Davey Spelling (ur. 16 maja 1973 w Los Angeles w Kalifornii) – amerykańska aktorka. Międzynarodową rozpoznawalność zyskała jako odtwórczyni roli Donny Martin w popularnym w latach 90. serialu młodzieżowym Beverly Hills, 90210.

## Życiorys

### Wczesna lata
Urodziła się w Los Angeles w rodzinie pochodzenia żydowskiego. Jest córką Carole Gene „Candy” Spelling (z domu Marer) i Aarona Spellinga (1923–2006), producenta telewizyjnego. Jej młodszy brat, Randy Gene (ur. 9 października 1978), także został aktorem. Jej ojcem chrzestnym jest piosenkarz i aktor Dean Martin.
Uczęszczała do Harvard-Westlake School w Los Angeles.

### Kariera
W telewizji zadebiutowała występem w programie dyskusyjnym Hour Magazine w odcinku o stylizacji znanych dzieci. Odkąd skończyła osiem lat, zaczęła pobierać prywatne lekcje aktorstwa. Jako aktorka zadebiutowała rolą Julie w jednym z odcinków serialu ABC Vega$ (1981), którego jej ojciec był producentem. W 1983 pojawiła się w kolejnych serialach ABC, również produkowanych przez Spellinga: Matt Houston, Statek miłości (The Love Boat), Hotel, T.J. Hooker i Fantastyczna wyspa (Fantasy Island) oraz telewizyjnej komedii sensacyjnej ABC Shooting Stars (1983) z Parkerem Stevensonem, Billym Dee Williamsem i Davidem Faustino. Wystąpiła także jako Jamie z drużyny „Czerwone Pióra” w komedii Jeffa Kanewa Drużyna z Beverly Hills (Troop Beverly Hills, 1989) z Shelley Long i jako Violet Bickerstaff w trzech odcinkach serialu NBC Byle do dzwonka (Saved by the Bell, 1990).

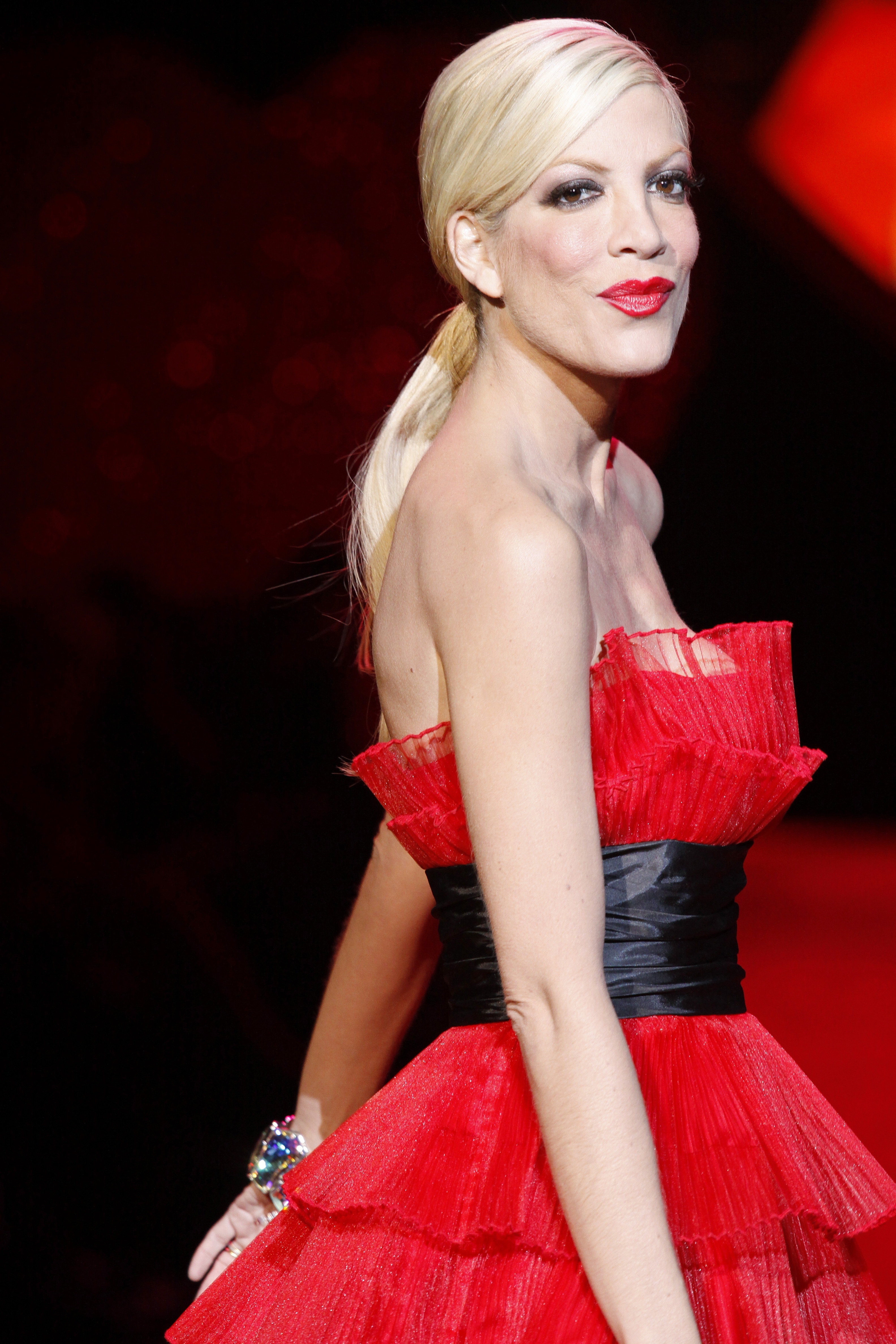
Spelling podczas The Heart Truth 2009

Sławę zawdzięcza roli Donny Marie Martin w operze mydlanej Beverly Hills, 90210 (1990-2000). Zagrała jedną z głównych ról w dreszczowcu psychologicznym NBC Śmierć cheerleaderki (A Friend to Die For, 1994) z Kellie Martin, który umocnił jej pozycję w branży aktorskiej. Za gościnny występ w dreszczowcu Wesa Cravena Krzyk 2 (Scream 2, 1996) i rolę Lesly w czarnej komedii Marka Watersa Upiorne święto (The House of Yes, 1997) zdobyła nominację do Złotej Maliny jako najgorsza nowa gwiazda. Zagrała także w niezależnej czarnej komedii Marka Watersa The House of Yesi komedii parodiującej filmy grozy Straszny film 2 (Scary Movie 2, 2001) Keenena Ivory’ego Wayansa. Za rolę Katherine Lambert w komedii romantycznej Trik (Trick, 1999)  była nominowana do nagrody Złotego Satelity dla najlepszej aktorki drugoplanowej w filmie komediowym lub musicalu. Wzięła udział w zdjęciach próbnych do odcinków pilotażowych seriali komediowych Me Me Me i Way Downtown, ale żaden z nich nie został wyemitowany.
W 2002 zadebiutowała jako aktorka teatralna ciepło przyjętą przez krytyków i publiczność rolą w spektaklu Maybe Baby, It's You w Teatrze Coronet w Los Angeles. Kontynuowała karierę filmową, grając główne role m.in. w komediodramacie telewizyjnym Gwiazdkowa noc (A Carol Christmas, 2003), telewizyjnym dreszczowcu Zbrodnia w mojej głowie (Mind over Murder, 2005) i dreszczowcu Christophera Leitcha The House Sitter (2007), którego była producentką wykonawczą. Zagrała samą siebie w ciepło przyjętym przez krytyków serialu komediowym VH1 So NoTORIous (2006) wzorowanym na jej własnym życiu; była także producentem wykonawczym i współscenarzystką tej produkcji. Zrealizowała program typu reality show dla stacji Oxygen Tori & Dean: Inn Love (2007), w którym pokazała kulisy prowadzenia pensjonatu „B&B” w Fallbrook w Kalifornii.
We wrześniu 2008 jej książka sTORI TELLING (pol. Moja hisTORIa) trafiła na pierwsze miejsce na liście bestsellerów „The New York Times”. Wystąpiła w telewizyjnym dreszczowcu Lifetime Mother, May I Sleep with Danger? (2016) u boku Jamesa Franco.
Współpracowała z organizacją „Much Love” Animal Rescue (pol. Pogotowie dla Zwierząt „Dużo Miłości”).

## Życie prywatne
Przez kilka lat romansowała z aktorem Brianem Austinem Greenem, z którym grała w Beverly Hills, 90210. Była w nieformalnych związkach z aktorami: Nickiem Savalasem i Vincentem Youngiem. 3 lipca 2004 poślubiła scenarzystę Charliego Shaniana, z którym rozwiodła się 20 kwietnia 2006. Na planie Zbrodni w mojej głowie nawiązała pozamałżeński romans z aktorem Deanem McDermottem, za którego wyszła 7 maja 2006 i z którym ma pięcioro dzieci: Liama Aarona (ur. 2007), Stellę Doreen (ur. 2008), Hattie Margaret (ur. 2011), Finna Daveya (ur. 2012) i Beau Deana (ur. 2017).

## Wybrana filmografia

### Seriale i filmy telewizyjne
- Shooting Stars (1983) jako Jenny O'Keefe
- The Three Kings (1987)
- Beverly Hills, 90210 (1990–2000) jako Donna Martin
- A Friend to Die For (1994) jako Stacy Lockwood
- Deadly Pursuits (1996) jako Meredith
- So Downtown (2003) jako Liz (wycofany po kilku odcinkach)
- A Carol Christmas (2003) jako Carol
- Do usług (2004) jako Molly
- Family Plan (2005) jako Charlie
- Hush (2005) jako Nina Hamilton
- So NoTORIous (2006) jako ona sama
- Tajemnice Smallville (2007–2009) jako Linda Lake
- 90210 (2009) jako Donna Martin

### Filmy fabularne
- Drużyna z Beverly Hills (1989) jako Jamie
- Śmierć cheerleaderki (1994) jako Stacy Lockwood
- Mamo, mogę spać z mordercą? (1996) jako Laurel Lewisohn
- Dziewczyna do towarzystwa (1996) jako Joanna
- Upiorne święto (1997) jako Lesly
- Alibi (1997) jako Marti Gerrard
- Krzyk 2 (1997) jako Sidney Prescott w filmie Cios/ona sama
- Pechowi porywacze (1998) jako Lucy
- Trik (1999) jako Katherine
- Sol Goode (2001) jako Tammie
- Straszny film 2 (2001) jako Alex Monday
- Evil Alien Conquerors (2002) jako Jan (niewymieniona w czołówce)
- 50 Ways to Leave Your Lover (2004) jako Stephanie
- Cthulhu (2006) jako Susan
- Przed ołtarzem (2007) jako Alex
- Fatalny trójkąt (2007) jako Elise

### Reality show
- Tori & Dean (od marca 2007)[41]